# Талеби, Джалаль
Джалаль Талеби (22 марта 1942, Тегеран) — иранский футболист и футбольный тренер.

## Карьера
Выступал за ведущий клуб страны «Тадж» (ныне — «Эстегляль»). Участник Олимпийских игр 1964 года и домашнего Кубка Азии 1968 года, на котором иранцы одержали победу. Завершил свою карьеру в 27 лет.
Пройдя стажировку в английском «Челси», Талеби возглавил молодежную сборную Ирана. В 1983 году он вместе с семьей переехал в США, когда на родине власти на некоторое время объявили запрет на футбол. Долгое время он работал с студенческой командой колледжа Де Анца (Купертино, штат Калифорния). Руководил сборной Ирана на ЧМ-1998. Ее главным тренером он был назначен за три недели до старта турнира. Во Франции «принцы Персии» одержали свою первую победу на мундиалях в принципиальнейшем матче над США (2:1). В 2000 году Талеби возглавлял иранцев Кубке Азии в Ливане, на котором они дошли до 1/4 финала. Позднее специалист работал со сборной Сирии.

## Достижения

### Игрока
- Обладатель Кубка Азии (1): 1968.
- Победитель Азиатского клубного чемпионата (1): 1970.
- Чемпион Ирана (1): 1970/71.
- Чемпион Тегерана (3): 1961, 1970, 1971.

### Тренера
- Чемпион Федерации футбола Западной Азии (1): 2000.
- Чемпион Сингапура (1): 1996.
- Обладатель Кубка Сингапура (1): 1996.